# Unione Sportiva Angri 1927
La S.S.D. a r.l. Unione Sportiva Angri 1927, meglio nota semplicemente come Angri è una società calcistica con sede nella città di Angri (SA). Fondata nel 1927, milita nel campionato di Serie D, il quarto livello del campionato italiano di calcio. Nella stagione 2025-2026 militerà in Eccellenza.
Non é nota la data precisa di fondazione della società, la quale secondo alcuni risalirebbe al 1 gennaio 1927.
Vi sono tuttavia autori che hanno ritenuto che il calcio ad Angri fosse presente già in epoca antecedente. Si narra di un incontro di calcio organizzato nel 1925 tra una locale rappresentativa e la Reale Marina Britannica terminato con il risultato di 2-2.
L'Angri vanta due partecipazioni al Campionato di Serie C, nelle stagioni 1946-1947 e 1947-1948, Concluse quest'ultimo campionato al quinto posto, retrocedendo e "inaugurando" il nuovo campionato interregionale di Promozione insieme alle altre 17 squadre retrocesse.
I colori sociali sono il grigio e il rosso mentre il simbolo è rappresentato da un cavallo inscritto in un cerchio grigio-rosso. Disputa le partite interne allo Stadio Pasquale Novi, impianto costruito negli anni settanta.

## Storia
L'Unione Sportiva Angri fu fondata nel 1927 da Guido Galasso, direttore delle Manifatture Cotoniere Meridionali (MCM), il quale restò al timone della società per i primi dodici anni. L'anno seguente il sodalizio venne affiliato alla FIGC.
Nel 1946 giunse in Serie C.
Nel 1960-1961 si classificò al 1° posto nel girone D di Prima Categoria ma non venne promossa in Serie D. 
Nel 1975 perse a tavolino la semifinale di Coppa Italia Dilettanti contro il Banco di Roma, a seguito dell'invasione di campo dei supporter grigiorossi.
Nel 1985-86 si classifica al primo posto nel campionato di Promozione senza perdere nessuna partita e vince lo spareggio per 3-1 contro il Casoria, accedendo al campionato Interregionale.  
Nella stagione 2010-2011 il presidente Nicola Varone assunse Vincenzo Criscuolo come allenatore e allestì in estate una squadra per l'approdo in Lega Pro, questa venne smembrata dopo appena tre giornate, dopo l'accaduto la stagione dell'Angri fu caratterizzata da 7 sconfitte consecutive che portarono all'esonero di Criscuolo e al passaggio di proprietà. L'U.S. Angri venne acquistata da Giovanni Orlando che ridimensionò l'organico e assunse prima Gianpiero Nocera come allenatore per poi sostituirlo con Matteo Pastore che cercherà di condurre l'Angri verso la salvezza grazie al suo operato.
Dal 24 maggio 2011 l'U.S. Angri 1927 comincia i play-out contro il Sant'Antonio Abate, nella partita di andata il risultato è fermo sull'1-1.
Il 29 maggio grazie alla vittoria per 0-2, sul campo del Sant'Antonio Abate, l'Angri ottiene una permanenza in Serie D poi vanificata quando la squadra non si iscrive al campionato successivo di Serie D per dissesto economico.
Nella stagione 2011-2012 l'Angri ha partecipato al girone A salernitano di Terza Categoria con la nuova denominazione di "United Sporting Angri".
Durante l'estate del 2012 la società ha trovato l'accordo con il Real Nocera Superiore (appena retrocesso dalla serie D) e attraverso il titolo sportivo di quest'ultima ha disputato il campionato di Eccellenza Campania 2012-2013 girone B, nel quale si è classificato all'ultimo posto. Tra le curiosità stagionali, l'Angri storico (provvisoriamente noto come Real Nocera Superiore, a causa del nuovo titolo sportivo) si è ritrovato a disputare per la prima volta una sfida stracittadina con il Montecorvino Rovella, ufficiosamente conosciuto come Angri Calcio e con sede ad Angri (entrambi i derby terminano col risultato di 1-0 per quest'ultimo).
Nell'estate 2013, l'Angri si è quindi ritrovato retrocesso in Promozione, ma una nuova società guidata dall'imprenditore Giuseppe Giugliano ha rilevato il titolo sportivo di Eccellenza del Città di Agropoli e ha rifondato l'Angri, mediante marchio e denominazione storici (Unione Sportiva Angri 1927) registrati presso la Camera di Commercio di Napoli all'Ufficio marchi e brevetti.
L'avventura in grigiorosso di Giugliano (che in estate divenne presidente della Turris) è durata però una sola una stagione: a campionato concluso cedette infatti il titolo dell'Angri (che fu del Città di Agropoli) a una squadra del comune di Campagna.
Nell'estate del 2014 un gruppo storico di tifosi decide di non far morire il calcio in città e così, grazie all'acquisizione del titolo dell'Olimpia Bellizzi Calcio, il nuovo Angri è ripartito dalla Seconda Categoria. La squadra venne affidata al tecnico Rosario Novi e la rosa composta da tutti angresi. La squadra chiuse il campionato al 2º posto, conquistando però la promozione diretta in Prima Categoria grazie ai 15 punti di vantaggio accumulati sulla terza ed evitando così di disputare i play-off.
Nella stagione 2015/2016 l'Olimpia Bellizzi cambia ufficialmente denominazione in U.S. Grigio Rossi 1927 e viene inserita nel girone F del Campionato Regionale di Prima Categoria. La società in estate è stata rilevata dal nuovo Presidente Gerardo Tortora. Alla guida tecnica viene confermato Novi, mentre la rosa oltre ai vari confermati Criscuolo Alessandro, Loreto, De Marinis R., Salzano, De Marinis A. e altri, viene completata con gli innesti di Fabio D'Antonio (capocannoniere nella stagione 2014/2015), Daniele Acanfora (Vice capocannoniere nella stagione 2014/2015), Savino, Cuomo e Guarro. Dopo le prime 4 gare la squadra è al comando del Girone F con 12 punti.
Dopo essere stata al comando per gran parte del girone di andata, nel mese di gennaio 2016 l'Angri perde la testa della classifica dopo aver conquistato solo 15 punti nelle ultime 10 giornate del girone di andata. L'allenatore Novi viene esonerato e al suo posto viene chiamato l'esperto Guido Silvestri.
Con l'arrivo di Silvestri la squadra riprende il cammino vincente e colleziona 10 vittorie consecutive che gli riconsegnano la testa della classifica (dopo essere scivolata a -4 dalla prima) a +5 dalla Virtus Picentini conquistando l'accesso al campionato di Promozione.
Nella stagione successiva 2016/2017 la società sempre capitanata da Tortora come Presidente con l'aiuto di nuovi dirigenti tra i quali anche il dott. La Pepa, con mille sforzi economici personali i dirigenti riescono a portare ad Angri in primis l'allenatore Vitter, che sostituisce il pur bravo Silvestri, poi giocatori di categoria superiore grazie all'impegno e l'astuzia del dirigenti D'Amaro G. e G. Pucci, che acquistano, tra i nomi più blasonati, Barone, e Palumbo, entrambi giocatori superiori alla Categoria, che avevano già giocato in serie D, la stessa si classifica al 6º posto nel girone D campano di Promozione. La stagione seguente si punta alla vittoria del campionato, viene ingaggiato come allenatore Antonino Gargiulo ma complice una flessione a inizio girone di ritorno termina al 4º posto. In semifinale playoff, viene eliminata dalla Polisportiva Santa Maria per 2-1.
Nella stagione 2018-19 la compagine grigiorossa guidata da mister Antonino Gargiulo riesce a vincere il campionato di Promozione con una giornata di anticipo concludendo la stagione al primo posto a quota 68 punti a +4 dal Buccino Volcei. I grigiorossi riescono a ripetere il glorioso cammino anche in Coppa Italia Dilettanti arrivando in finale ma quest’ultima viene persa contro il Marcianise per 3-0. Nonostante la sconfitta in Coppa Italia Dilettanti, l’Angri ritorna in Eccellenza dopo più di 6 anni.
Nella stagione 2020/2021 viene costituita una forte società di capitale con la nomina a presidente dell'avv. Armando Lanzione a capo di una cordata di imprenditori. Nasce così la Società Sportiva Dilettantistica U. S. Angri 1927 a r.l. Nel contempo è stata creata la società Grigiorossi s.r.l., il cui amministratore delegato è il dottor Ferdinando Elefante, a cui fu affidato il compito di attuare un nuovo "modello partecipativo" per la costruzione di un futuro solido del calcio angrese. L'Unione Sportiva Angri 1927 parte con grandi ambizioni, ma il progetto societario ben presto subirà una brusca frenata per gli effetti negativi dovuti alla pandemia da covid 19 che porterà alla sospensione dei campionati regionali. Solo nella primavera inoltrata, le attività del sodalizio angrese riprenderanno con la partecipazione al mini campionato organizzato dalla Figc Campania disputatosi nei mesi di aprile, maggio e giugno 2021. Il presidente Avv. Armando Lanzione provvede infatti a dare l'assenso in FIGC per la partecipazione al nuovo torneo, che si chiamerà di "Eccellenza di vertice" e l'Angri riparte agli ordini del nuovo mister Carlo Sanchez. Con una squadra allestita nel giro di pochi giorni si classificherà comunque seconda nel suo girone per poi essere eliminata nel primo turno dei play off per mano del Pianura, perdendo per 3-1 in gara unica ed in trasferta.
Nella stagione 2021/2022 la società allestisce una nuova squadra, senza badare a spese, con l'ingaggio di svariati calciatori di categoria superiore, tra cui si possono annoverare calciatori del calibro di Luigi Sorrentino, Mario Follera, Aniello Vitiello, Alfredo Varsi, Antonio Di Paola, Antonio Del Sorbo ed altri. La panchina è stata affidata a mister Carmine Turco, così dopo una lunga cavalcata la squadra si classifica al 1º posto nel girone C di Eccellenza Campania battendo la concorrenza di Scafatese, Agropoli e San Marzano Calcio e viene ammessa al triangolare per l'accesso in Serie D con Palmese e Puteolana. Capocannoniere della squadra sarà Alfredo Varsi, attaccante esterno grigiorosso. Gli spareggi con Palmese e Puteolana si rivelano però sfortunati per i grigiorossi, i quali senza mai perdere nei novanta minuti saranno costretti a cedere il passo alle altre due finaliste per esito sfortunato di due snervanti serie di calci di rigore. Rimane tuttavia in piedi la possibilità di accedere alla serie D per la porta dei play off nazionali, per cui i grigiorossi recuperate le forze, il 19 Giugno 2022, attraverso un percorso avvincente, inanellano una serie di vittorie consecutive, guidati da capitan Mario Follera e con i goal decisivi di bomber Antonio Del Sorbo, dopo 11 lunghi anni, tornano nella massima serie dilettantistica, per la gioia del presidente avv. Armando Lanzione, sempre al seguito della squadra, del vicepresidente Antonio Montoro, dell'A.D. della Grigiorossi s.r.l. Ferdinando Elefante, artefici principali dell'annata trionfale, con la loro tenacia e determinazione a superare ogni ostacolo, di tutta la società e di una città intera che non ha mai smesso di sognare e di sostenere la propria squadra.
Nella stagione 2022 - 2023 la società promuove nel ruolo di direttore sportivo Antonio Del Sorbo, attaccante rivelatosi determinante con i suoi goal nella doppia finale play off vinta contro il San Marzano Calcio per l'accesso alla serie D, affidando la guida tecnica al giovane mister Antonio Floro Flores. La stagione inizia con un successo nella prima uscita ufficiale della squadra. Nel turno preliminare valido per la Coppa Italia Serie D, al termine dei 90 minuti regolamentari, l’Angri si impone 9 a 8 ai rigori sulla U.S. Palmese 1914. In campionato, dopo la prima vittoria conseguita in casa, ai danni dell'Aprilia calcio, la squadra denota una certa difficoltà a recepire il credo calcistico del proprio allenatore, così iniziando una brutta serie negativa di ben quattro sconfitte consecutive. Dopo l'ulteriore pareggio di Cassino, il presidente Armando Lanzione, spinto dai dissapori societari per i risultati insufficienti, ha deciso di voltare pagina definitivamente procedendo all'esonero dell'allenatore napoletano ed affidando la panchina al nuovo tecnico Luigi Sanchez. La cura Sanchez dà subito i suoi frutti fino al mese di dicembre, con la squadra che recupera brillantemente in classifica sino ad attestarsi a ridosso della zona play off. Ma dopo il pareggio casalingo maturato al 97' con la Casertana ed un mercato invernale poco fortunato, una nuova improvvisa crisi di risultati farà risucchiare i grigiorossi nelle zone a rischio della classifica e provocheranno, con la brutta sconfitta di Sorrento, le dimissioni irrevocabili del mister Sanchez, che abbandonerà i grigiorossi in una situazione difficile di classifica. Il nuovo tecnico incaricato per risollevare le sorti del cavallino sarà Carmelo Condemi. La stagione sfortunata dei grigiorossi continuerà anche sotto la gestione Condemi, il quale rassegnerà le dimissioni a quattro giornate dalla fine lasciando la squadra in piena zona play out. A questo punto la società del cavallino richiama in panchina il mister Luigi Sanchez, che accetterà l'incarico, per amore dei colori grigiorossi. Due vittorie, di cui una prestigiosa allo stadio Pinto contro la Casertana, e due sconfitte, non consentiranno alla squadra Doriana di evitare i play out. Il 21 maggio 2023 l'Angri batte il Pomezia 3-0 e rimane in serie D.
Archiviata la salvezza, il presidente Lanzione e tutti i soci comunicano il loro disimpegno alla città ed all'amministrazione comunale guidata dal sindaco Cosimo Ferraioli, mai realmente vicina alle sorti del cavallino, esasperati oramai dalla intollerabile questione legata al divieto imposto dal gestore del campo ed avallato negli anni dal sindaco di Angri e dall'amministrazione comunale, di esibire i propri sponsor negli spazi dedicati lungo le pareti perimetrali dello stadio Novi. Alle dimissioni della società seguiva l'invito pubblico rivolto al sindaco Cosimo Ferraioli di reperire nuovi imprenditori angresi interessati a proseguire il calcio ad Angri. Nonostante gli annunci pubblici, nessuna proposta seria e concreta perveniva da parte di imprenditori a nome del sindaco di Angri, per cui la società decideva di cedere le quote all'imprenditore, non angrese, Raffaele Niutta. Quest'ultimo ha organizzato la nuova stagione sportiva 2023/2024, attraverso l'allestimento di un organico di spessore, anche godendo dell'appoggio e vicinanza della vecchia compagine societaria.
Nella stagione 2023/2024 il neo presidente Raffaele Niutta ha formalizzato il nuovo assetto societario con Alessandro Rosalino suo vice presidente e Francesco Pepe Amministratore Unico del sodalizio grigiorosso. Nello staff dirigenziale figurano il direttore sportivo Ciro Raimondo e nei panni di direttore generale Alberico Turi. Nel corso della presentazione veniva ospitato il sindaco di Angri. La panchina è stata affidata al tecnico Stefano Liquidato. L'inizio è stato promettente con il passaggio dei primi due turni di coppa Italia ai rigori prima contro la Gelbison al Novi di Angri e poi contro la Nocerina al S. Francesco di Nocera Inferiore. Da segnalare in quest'ultima partita l'esodo della tifoseria grigiorossa presente in più di mille unità nella curva ospiti della Nocerina, oltre a tanti tifosi presenti negli altri settori del S. Francesco in nome di una vecchia amicizia tra le due tifoserie.

## Colori e simboli

### Colori
I colori sociali dell'Angri sono il grigio e il rosso. La maglia storica dell'U.S. Angri 1927 si presenta a strisce verticali grigie e rosse.

### Simboli ufficiali

#### Stemma
Il simbolo dell'Angri è rappresentato da un cavallo inscritto in un cerchio grigio-rosso.

## Strutture

### Stadio
L'Angri disputa le gare interne nello Stadio Pasquale Novi che ha una capienza di 3.000 posti. Lo Stadio inaugurato negli anni settanta comprende una grande tribuna coperta con una capienza di quasi 3 000 persone e un piccolo settore ospiti che può contenere 100 persone (c'era anche una gradinata di 1.000 posti che è stata demolita). Al retro della porta di destra dello stadio si innalza per tutta la linea di fondocampo un grande muro con su scritto il nome della squadra (US ANGRI 1927) con sfondo grigiorosso e lo stemma principale della squadra.

## Società

### Sponsor
| Cronologia degli sponsor tecnici - 2002-2008 Royal - 2013-2014 Flyline - 2014-2015 Legea - 2015-2016 Zeus Sport - 2023-2024 Givova | Cronologia degli sponsor ufficiali - 2013-2014 Michelangelo Ambiente - 2014-2015 Padovano analisi cliniche - 2015-2016 Professione Casa - Cuomar Fuel - Angelina Petroli - 2023-2024 Professione Casa |

## Allenatori e presidenti
Di seguito la cronologia degli allenatori e dei presidenti.
- 1927-1928 ...
- 1928-1929  Osvaldo Sacchi
- 1929-1949 ...
- 1949-1950  Zanolla
- 1950-1951 ...
- 1951-1953  Menotti Bugna
- 1953-1954 ...
- 1954-1955  Bertolone
- 1955-1957 ...
- 1957-1958  Carlo Vignapiano
- 1958-1962 ...
- 1962-1963  Gennaro Boerio
- 1963-1964  Carlo Vignapiano
- 1964-1965 ...
- 1965-1966 ?
 Carlo Vignapiano
- 1966-1967  Di Benedetto
- 1967-1968 ...
- 1968-1969  Gaetano Vergazzola
- 1969-1970 ...
- 1970-1971  Gaetano Vergazzola
- 1971-1972 ...
- 1972-1973  Carlo Vignapiano
- 1973-1980 ...
- 1980-1981  Gaetano Vergazzola
- 1981-1982  Gaetano Vergazzola
 Rossi
- 1982-1988 ...
- 1988-1989  Mario Schettino
- 1989-1994 ...
- 1994-1995  Bitolla
 Amerigo Ferrara
- 1995-1997  Salvatore Amato
- 1997-1998  Russo
- 1998-1999 ...
- 1999-2000  Pasquale Esposito
- 2000-2001  Amerigo Ferrara
- 2001-2002  Pasquale Esposito
- 2002-2003  Mario Di Nola
 Nicola Provenza
- 2003-2004  Nicola Provenza[19]
- 2004-2005  Livio Maranzano (1ª-25ª)
 Patrizio Russo (26ª-34ª)[20]
- 2005-2006  Salvatore Amato (1ª-9ª)
 Huber Manfredini (10ª-16ª)
 Ciro Donnarumma (17ª-19ª)
 Salvatore Amato (20ª-34ª)[21]
- 2006-2007  Mario Di Nola[22]
- 2007-2008  Pasquale Esposito[23]
- 2008-2009 ...
- 2009-2010  Vincenzo Criscuolo (1ª-32ª)
 Mario Rega (33ª-36ª)[24]
- 2010-2011  Vincenzo Criscuolo
 Gianpiero Nocera
 Matteo Pastore
- 2011-2012 …
- 2012-2013  Nicola Ferrara
- 2013-2014  Luigi Squillante
 Salvatore Amura
 Mario Di Nola
- 2014-2015  Rosario Novi[25]
- 2015-2016  Rosario Novi
 Guido Silvestri
- 2016-2017  Guido Silvestri
 Pasquale Vitter
- 2017-2019  Antonino Gargiulo
- 2019-2020  Antonino Gargiulo
 Maurizio Coppola
 Vincenzo Criscuolo
- 2020-2021  Vincenzo Criscuolo
- 2021-2022  Carmine Turco
- 2022-2023  Antonio Floro Flores (1ª-6ª)
 Luigi Sanchez (7ª-19ª)
 Roberto Iannone (20ª)[26]
 Carmelo Condemi (21ª-30ª)
 Luigi Sanchez (31ª-34ª e play-out)
- 2023-2024  Stefano Liquidato (1ª-12ª)
 Nello Di Costanzo (13ª-25ª)
 Stefano Liquidato (26ª-34ª)

- 1927-1949 ...
- 1949-1950  Galasso
- 1950-1951 ...
- 1951-1953  Mario Abate
- 1953-1954  Nasti
- 1954-1955  Desiderio
- 1955-1957 ...
- 1957-1958  Ferrigno
- 1958-1965 ...
- 1965-1967  Vaccaro
- 1967-1980 ...
- 1980-1983  Amore,  Luigi Falcone
- 1983-1984  Ferraioli
- 1984-1995 ...
- 1995-1997  Giovanni Castano
- 1997-1998  Franco Lauro
- 1998-1999 ...
- 1999-2000  Alfonso Ferraioli
- 2000-2002  Nicola Tortora
- 2002-2003  Giuseppe Campitiello
- 2003-2004  Alfonso Todisco
- 2004-2005  Alfonso Todisco
 Aniello Cerchia
- 2005-2006  Aniello Cerchia[20][21]
- 2006-2007  Giuseppe D'Antuono (comm. straord.)[22]
- 2007-2008  Ciro D'Ambrosio[23]
- 2008-2009 ...
- 2009-2010  Nicola Varone[24]
- 2010-2011  Nicola Varone
 Giovanni Orlando
- 2011-2013 ...
- 2013-2014  Giuseppe Giugliano
- 2014-2015  Salvatore Amato[25]
- 2015-2019  Gerardo Tortora
- 2019-2020  Francesco Limodio
- 2020-2023  Armando Lanzione
- 2023-In carica  Raffaele Niutta

## Palmarès

### Competizioni regionali
- Eccellenza: 3

1996-1997, 2000-2001, 2021-2022 (girone C)
- Promozione: 4

1972-1973, 1980-1981, 1985-1986, 2018-2019 (girone D)
- Coppa Italia Dilettanti Campania: 1

1995-1996

### Altri piazzamenti
- Serie D:

Secondo posto: 2006-2007 (girone I)
- Eccellenza:

Terzo posto: 1995-1996 (girone B), 1998-1999 (girone B), 2013-2014 (girone B)
- Coppa Italia Dilettanti:

Finalista: 1966-1967
- Coppa Italia Dilettanti Campania:

Semifinalista: 1994-1995

## Statistiche e record

### Partecipazione ai campionati
| Livello | Categoria                       | Partecipazioni | Debutto   | Ultima stagione | Totale |
| ------- | ------------------------------- | -------------- | --------- | --------------- | ------ |
| 3º      | Prima Divisione                 | 3              | 1930-1931 | 1932-1933       | 5      |
| 3º      | Serie C                         | 2              | 1946-1947 | 1947-1948       | 5      |
| 4º      | Seconda Divisione               | 1              | 1929-1930 | 1929-1930       | 14     |
| 4º      | Promozione                      | 4              | 1948-1949 | 1951-1952       | 14     |
| 4º      | Serie D                         | 9              | 1967-1968 | 2024-2025       | 14     |
| 5º      | Campionato Interregionale       | 5              | 1981-1982 | 1988-1989       | 16     |
| 5º      | Campionato Nazionale Dilettanti | 1              | 1997-1998 | 1997-1998       | 16     |
| 5º      | Serie D                         | 10             | 2001-2002 | 2010-2011       | 16     |

## Tifoseria

### Storia
Il movimento ultras ad Angri nasce nella prima metà degli anni ottanta, quando un gruppo di ragazzi fondò la "Gioventù Grigiorossa", che sostenne la propria squadra in casa e in trasferta.
In seguito, da questo gruppo si staccò una frangia che formò il gruppo "High Army", che si caratterizzò per aver portato ad Angri un modo di tifare moderno e rumoroso, con punto di forza l'apporto vocale (i cori). Il periodo d'oro di questi gruppi ultras durò per tutta la seconda metà degli anni ottanta, dopo di che la delusione per la mancata iscrizione al campionato interregionale ne causò la dispersione. Ciò nonostante, nacque l'amicizia con i supporter nocerini nel campionato 1992-1993 (gruppi della tifoseria organizzata grigiorossa furono presenti in particolare in Nocerina-Grotta a Napoli, e in Cavese-Nocerina).
Al termine del derby Angri-Paganese del 1994-1995 si sciolse il gruppo High Army, mentre nell'agosto '95, con il ritorno del presidente Castano e l'allestimento di una squadra competitiva ci fu una rinascita del movimento ultrà angrese, i nuovi gruppi si moltiplicarono. Il più rappresentativo diventa il "Gruppo Doria". La tifoseria dell'Angri ha avuto elogi da tifoserie superiori come Taranto e Potenza. 
Il gruppo ultras più recente è il "Crazy Group 14".

### Gemellaggi e rivalità
La tifoseria angrese ha rivalità accese con i tifosi delle città vicine, Scafatese e Paganese. Altre rivalità sentite sono con gli ultras del Brindisi, Savoia, Cosenza, Ebolitana (per via del gemellaggio con i rivali storici, cioè i battipagliesi), e Agropoli. I supporter grigiorossi hanno invece rapporti di amicizia con le tifoserie organizzate del Team Altamura, della Turris e del Casarano. Per poi vantarsi di gemellaggi con tifoserie di Battipagliese, Locri e Nocerina.